# Дамофонт (Коринт)
Вижте пояснителната страница за други значения на Дамофонт.
Дамофонт (на старогръцки: Δαμοφῶν; на латински: Damophon) в древногръцката митология е цар на Коринт през 12 век пр.н.е.
Дамофонт е син на Тоант, внук на Орнитион и правнук на Сизиф. Toй наследява баща си на трона на Коринт. Баща е на Пропод, който след неговата смърт поема управлението, и дядо на Дорид и Хиантид, при които дорийците тръгват против Коринт.